# Hérival
Hérival est une ancienne commune française du  département des Vosges en région Grand Est. Elle est rattachée à celle du Val-d'Ajol en 1832.

## Géographie

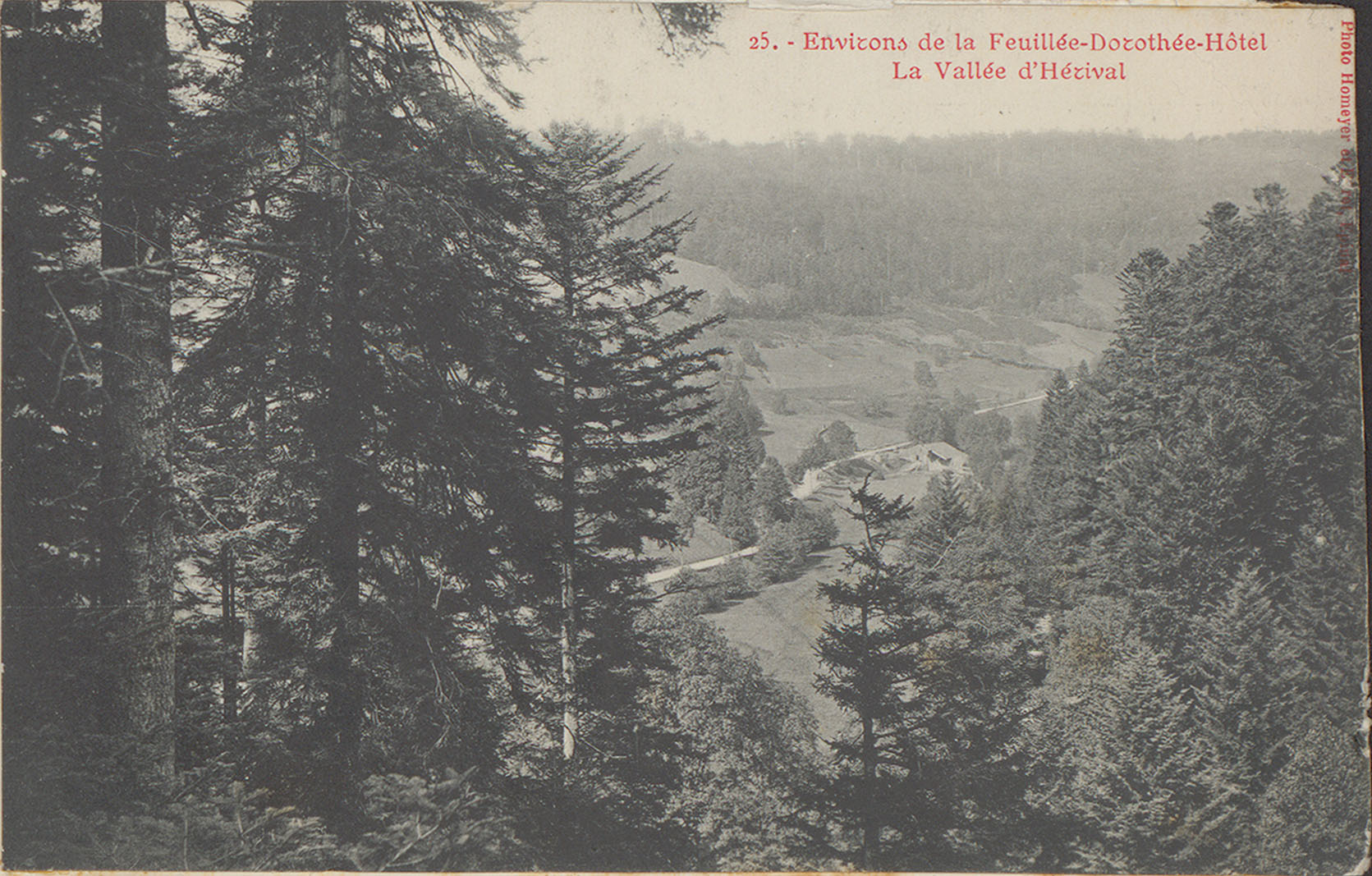
La vallée d'Hérival.

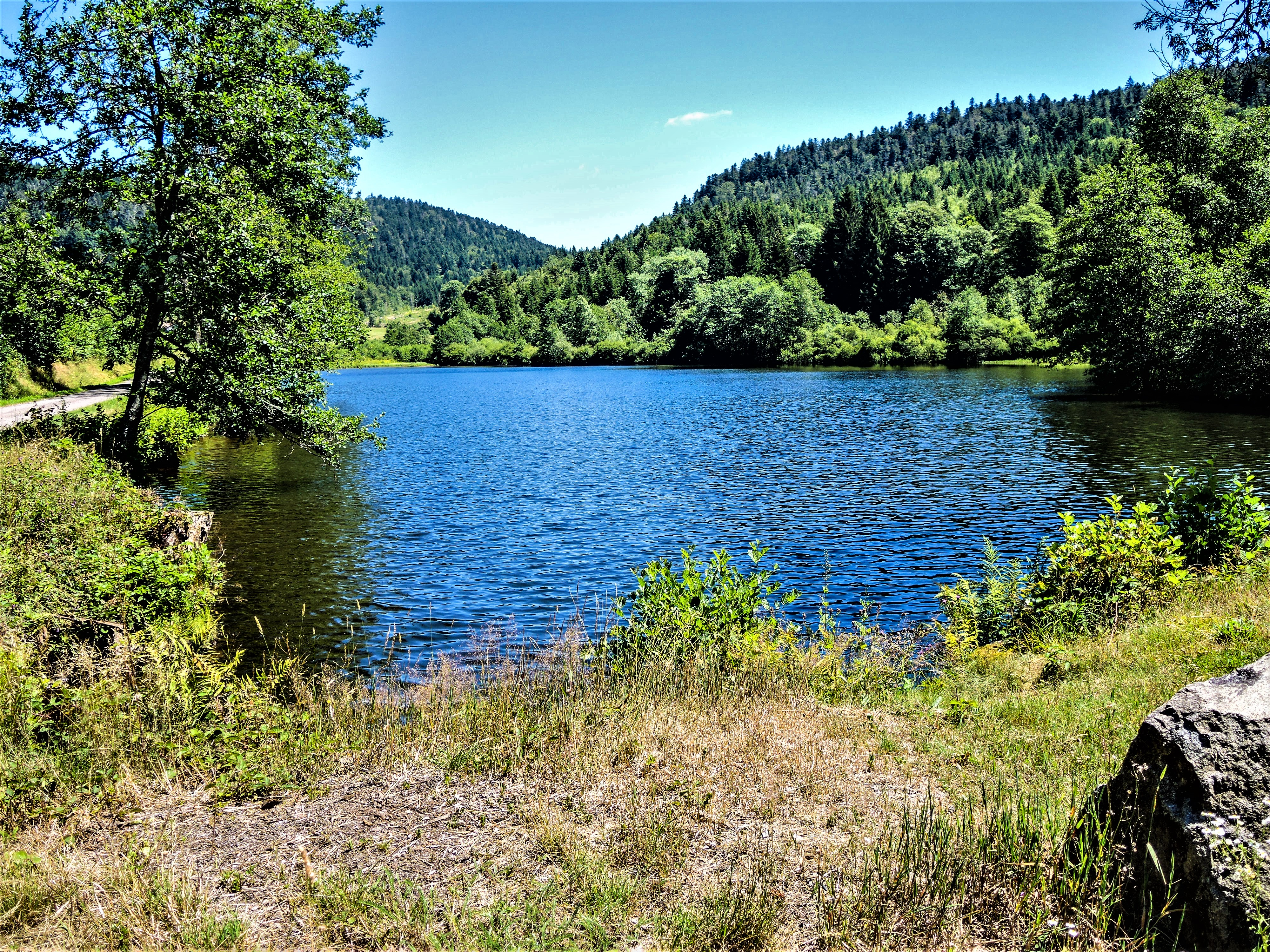
L'étang d'Hérival.

Le bassin d'Hérival est séparé de celui du Val-d'Ajol par une coupure très profonde pratiquée entre deux montagnes, dont l'une se nomme la Vège et l'autre le Haut-du-Seuil.

## Toponymie
Anciennement mentionné : Hirsute vallis (1211), Yrevals (1301), Hierewallis (1303), Yerwalx (1394), Hierval (1447), Irevalz (1447), Yreval (1470), Hereval (1571), Herival (1594), Ervault (1648), Ervaul (xviie siècle), Hérival... son ancien nom est Aprevaux (1753), Erival (xviiie siècle).  

## Histoire
Il y avait autrefois à Hérival un prieuré de chanoines réguliers, fondé vers 1090 par deux frères nommés Eugibalde et Vichard, natifs d'Épinal. Ce prieuré est uni à la congrégation du Sauveur le 21 juillet 1747.
La commune d'Hérival est réunie à celle du Val-d'Ajol par ordonnance royale du 27 novembre 1832.

## Démographie
| 1793 | 1800 | 1806 | 1821 | 1831 |
| ---- | ---- | ---- | ---- | ---- |
| 83   | 78   | 73   | 66   | 73   |